# Rebelião Maji Maji
A Rebelião Maji Maji (em alemão:  Maji-Maji-Aufstand), às vezes referida como Guerra Maji Maji (em suaíli:  Vita vya Maji Maji, em alemão:  Maji-Maji-Krieg), foi uma revolta armada contra o domínio colonial alemão na região da África Oriental (atual Tanzânia). O estopim para a rebelião, que durou de 1905 a 1907, veio quando os alemães tentaram forçar os povos nativos a plantar algodão para exportação. O conflito deixou um saldo de mais de 250 mil mortos.

## A revolta
Após a partilha da África entre as principais potências europeias na década de 1880, a Alemanha reforçou sua presença em vários territórios africanos. Eram estes a  África Oriental Alemã (Tanzânia, Ruanda, Burundi e partes de Moçambique), o Sudoeste Africano Alemão (atual Namíbia), Camarões e Togolândia (hoje parte de Gana e Togo). O controle sobre a África Oriental era, contudo, fraco. Para tentar manter a região, havia fortes espalhados pelo interior e com eles tentavam exercer controle sobre o território. Violência era uma ferramenta comum para manter a população nativa quieta.
A Alemanha começou a cobrança de impostos em 1898 e contava com trabalho forçado dos nativos para construir estradas e fazer outras tarefas. Em 1902, o comandante alemão Carl Peters ordenou que a população plantasse algodão para exportação. Cada vila tinha uma cota de produção. As políticas alemães para suas posses na África eram muito impopulares entre os nativos e afetavam duramente suas vidas. A estrutura e a fábrica social também foram mudadas. O papel dos homens e das mulheres na sociedade mudaram para atender as necessidades. Com os homens sendo enviados para os trabalhos forçados, as mulheres acabaram assumindo funções que, na época, era destinado somente a homens. Tudo isso afetava a autossuficiente das vilas e cidades, gerando crescente miséria. Assim, a população começou a ficar com raiva da sua metrópole europeia. Em 1905, uma seca ameaçou a região da Tanzânia. Isso, combinado com a oposição do povo com as políticas agrícolas e trabalhistas do governo, levou a população a se rebelar em julho daquele ano.
A revolta não só se limitou as armas, com a religião tomando um papel importante. Muitos insurgentes apelaram para "magias" para tentar expulsar os colonizadores alemães e usaram a cultura em comum para unir o povo. Um médium espiritual chamado Kinjikitile Ngwale afirmava ser controlado por um espírito de uma cobra chamada Hongo. Ngwale começou a se chamar de Bokero e afirmou que os espíritos conclamavam a população a matar os alemães. Antropólogos afirmam que Ngwale deu aos seus comandados remédios que, segundo ele, transformariam as balas dos soldados alemães em água. Estes "remédios de guerra" era apenas água comum (maji na língua Kiswahili) misturada com óleo de rícino e sementes de milhete. Empoderados por estes "remédios", os seguidores de Bokero começaram a rebelião e atacaram posições alemães por toda a Tanzânia.
Os alemães receberam reforços vindos da Europa e recrutaram nativos. Casas foram destruídas, plantações foram queimadas e habitantes de vilas inteiras foram massacrados. Os soldados coloniais alemães não tiveram piedade dos insurgentes e executaram milhares destes. Os líderes da revolta, como Kinjikitile Ngwale, acabaram sendo mortos, na forca ou na bala. Após o conflito, a infraestrutura da África Oriental Alemã estava em frangalhos. Com os alemães queimando as plantações (em uma política de terra arrasada, defendida pelo governador Gustav Adolf von Götzen), houve fome em larga escala pela região e milhares de pessoas morreram de inanição.
As tropas coloniais alemães conseguiram sufocar a revolta, mas um dos resultados foi o surgimento de ideais nacionalistas entre os povos da Tanzânia, que seria fundamental na história do país nas décadas seguintes. Em 1919, as possessões coloniais alemãs na África foram tomadas pelas Potências Aliadas após a primeira guerra mundial.